# Tovaberget
Tovaberget este o arie protejată (arie specială de conservare — SAC, sit de importanță comunitară — SCI) din Suedia întinsă pe o suprafață de 31,8 ha, integral pe uscat.

## Localizare
Centrul sitului Tovaberget este situat la coordonatele 58°19′03″N 13°39′35″E / 58.3174°N 13.6598°E.

## Înființare
Situl Tovaberget a fost declarat sit de importanță comunitară în ianuarie 1998 pentru a proteja 1 specie de plante. Situl a fost protejat și ca arie specială de conservare în martie 2011.

## Biodiversitate
Situată în ecoregiunea boreală, aria protejată conține 2 habitate naturale: Păduri caducifoliate de mlaștină fino-scandinave, Mlaștini alcaline.
La baza desemnării sitului se află o specie protejată de  plante: Buxbaumia viridis